# Dique de Soyang
El dique de Soyang(en coreano: 소양강댐), conocido también como presa de Soyanggang, es un dique en el río Soyang, a 10 km al noreste de Chuncheon, en la provincia de Gangwon (Corea del Sur). Como una presa de materiales sueltos, su propósito es controrlar las inundaciones, abastecer de agua y generar energía hidroeléctrica. 
Comenzó a construirse en 1967 y terminó en 1973. La presa, de 123 m de altura, retiene un embalse de 2.900.000.000 m³ y suministra agua a una central de 200 MW.